# Dasymetopa ochracea
Dasymetopa ochracea är en tvåvingeart som beskrevs av Friedrich Georg Hendel 1909. Dasymetopa ochracea ingår i släktet Dasymetopa och familjen fläckflugor. Inga underarter finns listade i Catalogue of Life.